# Calycolpus moritzianus
Calycolpus moritzianus es una especie de planta fanerógama de la familia Myrtaceae. Es un árbol con poblaciones presentes en Colombia, Ecuador y Venezuela.